# Skirö
Skirö is een plaats in de gemeente Vetlanda in het landschap Småland en de provincie Jönköpings län in Zweden. De plaats heeft 77 inwoners (2005) en een oppervlakte van 26 hectare.